# 2011 par pays en Asie
| Années de l'Asie : 2008 - 2009 - 2010 - 2011 - 2012 - 2013 - 2014    |
| Décennies de l'Asie : 1980 - 1990 - 2000 - 2010 - 2020 - 2030 - 2040 |

Les évènements de l'année 2011 en Asie. 

## Continent asiatique
- Jeux d'Asie du Sud-Est de 2011

## Afghanistan
- 13 juillet : combat de Joybar.

## Birmanie
- 24 mars : Le nord-est de la Birmanie est frappé par un séisme de magnitude 6,8 sur l'échelle de Richter

## Chine
- 10 mars : séisme au Yunnan.
- 23 juillet : accident ferroviaire de Wenzhou.
- 30 et 31 juillet : massacre de Kachgar.

## Inde
- 14 janvier : bousculade meurtrière à Sabarimala.
- 13 juillet : une série de trois explosions frappe Bombay, tuant environ 17 personnes et faisant 130 blessés
- 18 septembre : séisme au Sikkim.

## Iran
- 9 janvier : le vol 277 Iran Air s'écrase à Orumiyeh.
- 14 février : début d'un mouvement de contestation.
- 27 décembre : début de la crise du détroit d'Ormuz.

## Japon
- 11 mars : séisme de magnitude 9,0 sur l'échelle de Richter au large de Sendai, suivi d'un tsunami dévastateur et entraînant un accident nucléaire à la centrale de Fukushima.
- 2 septembre : Yoshihiko Noda devient premier ministre.

## Kazakhstan
- 3 avril : élection présidentielle.

## Kirghizistan
- 30 octobre : élection présidentielle remportée par Almazbek Atambaev.

## Malaisie
- Pourparlers de paix en Malaisie entre le gouvernement philippin et la direction de la rébellion communiste.

## Pakistan
- 19 janvier : séisme au Balouchistan.
- 2 mai : mort d'Oussama ben Laden à Abbottabad.
- 13 mai : un attentat à Shabqadar fait 98 morts.
- 5 juillet : début de l'opération militaire dans l'agence de Kurram.
- 26 novembre : incident frontalier afghano-pakistanais.

## Singapour
- 7 mai : élections législatives.

## Thaïlande
- 3 juillet : élections législatives.
- 31 juillet : début des inondations de 2011.

## Viêt Nam
- 25 juillet : Trương Tấn Sang devient président de l'État.

## Artiicles connexes
- 2011 par pays en Afrique
- 2011 par pays en Amérique, 2011 aux États-Unis
- 2011 par pays en Europe, 2011 dans l'Union européenne
- 2011 par pays en Océanie
- 2011 par pays au Proche-Orient